# 浅沼晋平
浅沼 晋平（あさぬま しんぺい、1942年10月27日 - ）は、静岡県出身の日本の俳優。身長173 cm。体重67 kg。血液型はO型。

## 略歴
青山学院大学卒業後、劇団俳優小劇場の4期生となる。1972年にデビュー。デビュー作はテレビドラマ『コチャバンバ行き』。かつては希楽星に所属していた。

## 人物
特技はフランス語。

## 出演

### 映画
- 「絶唱母を呼ぶ歌 鳥よ翼をかして」（1985年6月20日）
- 「風のかたみ」（1996年10月5日） - 公家 役
- 「七人の弔」（2005年8月13日） - 野々村大臣 役
- 「力道山」（2006年3月4日） - 日赤会長 役
- 「デスノート」（2006年6月17日） - 丸雄議員 役
- 「それでもボクはやってない」（2007年1月20日）
- 「K-20 怪人二十面相・伝」（2008年12月20日）
- 「新宿インシデント」（2009年5月1日） - 政治家 役
- 「陰獣」（2009年8月22日） - 高司屋 役

### テレビドラマ

#### NHK
- 「コチャバンバ行き」（1973年9月8日）
- 銀河テレビ小説「ひとりごとの時代」（1985年10月14日 - 11月8日）
- 「オールド・フレンド」（1991年9月16日） - 井田 役
- 連続テレビ小説
  - 「あぐり」第31話（1997年5月12日） - 紳士 役
  - 「すずらん」（1999年4月5日 - 10月2日） - 子爵夫妻・夫 役
  - 「ファイト」第16話・第112話（2005年4月14日・8月4日） - 和田倉商事幹部 役
  - 「どんど晴れ」第84話（2007年7月7日） - 石井 役
- 「鏡は眠らない」最終話（1997年11月19日）
- 「チョコレート革命」（1998年6月27日 - 8月1日、NHK BS2）
- 大河ドラマ
  - 「利家とまつ〜加賀百万石物語〜」第16話（2002年4月21日） - 津田宗及 役
  - 「新選組!」第4話・第5話（2004年2月1日・2月8日） - 松井八十五郎 役
  - 「篤姫」第4話（2008年1月27日） - 島津豊後 役
- 「ハゲタカ」第4話 - 最終話（2007年3月10日 - 3月24日） - 大空電気の重役 役

#### 日本テレビ
- 「愛しい女」（1980年4月8日 - 7月1日）
- 火曜サスペンス劇場 → DRAMA COMPLEX → 火曜ドラマゴールド
  - 「球形の荒野」（1981年9月29日）
  - 「誘拐の報酬」（1982年3月9日）
  - 「ロープ殺人事件」（1985年2月12日）
  - 「松本清張スペシャル・わるいやつら」（1985年4月2日） - 藤島社長の友人 役
  - 「津軽海峡－殺しの双曲線」（1988年3月15日） - 警視庁 役
  - 「長く暑い夏の一日」（1988年8月23日）
  - 「危険な乗客」（1992年2月11日）
  - 「小京都ミステリー」第9作（1993年9月7日） - 野崎周平 役[4]
  - 「競馬場の女」（1994年2月8日）
  - 「取調室」第9作（1998年12月1日） - 小田島伸介 役
  - 「警部補 佃次郎」第7作（1999年3月9日） - 久保の上司 役
  - 「妻たちの戦争」（2000年7月11日）
  - 「妻の秘密・夫の不貞・姑の見栄 ～涙のホームサスペンス」（2006年3月14日）
  - 「バカラ 疑惑のIT株長者に賭けた女」（2006年10月31日） - 頭取 役
- 「太陽にほえろ!」第479話（1981年10月16日） - 麻薬取締官 役
- 「女ざかり」（1984年4月9日 - 7月30日）
- 「FiVE」第6話（1997年5月24日）
- 「ラビリンス」第7話（1999年6月2日）
- 「ストレートニュース」第2話（2000年10月18日） - 柳田敏之 役
- 「いくつもの海を越えて」（2001年3月6日）
- 「明日があるさ」第1話（2001年4月21日）
- 「伝説のマダム」第6話（2003年5月19日）
- 「anego」第2話（2005年4月27日） - 副社長 役
- 「ハケンの品格」第4話（2007年1月31日） - 仲人 役
- 「働きマン」第6話（2007年11月14日） - 初老の夫婦・夫 役

#### TBS
- 「刑事くん 第3部」（1974年11月11日 - 1975年11月17日）
- 「赤い絆」最終話（1978年6月9日）
- 「不毛地帯」第14話・第15話（1979年7月4日・7月11日） - 里井の秘書 役
- 「源氏物語」（1980年1月3日）
- 「逢いたくて」（1980年1月10日 - 4月3日）
- 「愛しい女」（1980年4月8日 - 7月1日） - 小池 役
- 「夜の花火」（1981年4月2日 - 7月16日）
- ザ・サスペンス
  - 「松本清張の突風」（1983年11月26日）[5]
  - 「啜り泣く石」（1984年7月28日）
- 「ポニーテールはふり向かない」第22話（1986年3月15日）
- 水曜ドラマスペシャル「秘められた関係」（1986年4月30日）
- 「忠臣蔵・女たち・愛」（1987年12月28日・12月29日）
- 月曜ドラマスペシャル → 月曜ミステリー劇場 → 月曜ゴールデン
  - 「ロイヤル特別企画 天皇の料理番」（1993年2月8日）
  - 「交通刑務所・刑務官」第1作（1995年5月29日）
  - 「最後の恋 単身赴任課長が愛した女は人妻だった! 妻子持ちの管理職ギリギリの選択」（1997年5月12日）
  - 「棟居刑事シリーズ」第1作（2001年12月3日） - 小西 役[6]
  - 「陰の季節」第5作（2003年3月17日） - 県議会議長 役[7]
  - 「警察庁特別広域捜査官 宮之原警部」第1作（2003年9月8日） - 樋口寛山 役
  - 「自治会長 糸井緋芽子 社宅の事件簿」
    - 第6作「社宅閉鎖で糸井家大ピンチ 引越先のぼろアパートから死体発見で疑いの目が!? 事件解決に渦中緋芽子がドケチ根性と人情で挑む!!」（2005年7月11日） - 役員 役[8]
    - 第7作「社宅の疫病神は誰? 主婦たちの派閥争いが連続殺人事件に発展!? 父のリストラで糸井家崩壊の危機!」（2006年3月30日） - 柴山俊夫 役

  - 「税務調査官・窓際太郎の事件簿」第13作（2005年9月26日） - 金井誠二 役[9]
  - 「横山秀夫サスペンス 三ツ鐘署シリーズ「深追い」」（2005年11月7日）[10]
  - 「ロング・ウェディングロード!〜東京VS大阪ワケアリ婚物語」（2007年7月30日） - 医者 役
  - 「おふくろ先生の診療日記」第1作（2008年2月25日） - 医長 役
- 花王 愛の劇場
  - 「赤い迷宮」第19話・第20話（1993年11月25日・11月26日）
  - 「さしすせそ!?」第19話・第20話・第28話（1997年11月27日・11月28日・12月10日）
  - 「再婚トランプ」第5話・第6話（1998年10月30日・11月2日）
  - 「コスメの魔法 第1シリーズ」第31話（2004年2月2日） - 葉月教授 役
- 「にっぽん国恋愛事件」（1995年7月31日 - 9月29日）
- 「ふぞろいの林檎たちIV」第5話（1997年5月9日）
- 「最後の恋」（1997年7月11日 - 9月19日）
- 「めぐり逢い」第9話（1998年6月5日）
- 「ラブとエロス」第4話（1998年7月23日）
- 「週末婚」第7話（1999年5月21日）
- 「P.S. 元気です、俊平」第3話（1999年7月8日）
- 「独身生活」第4話・第8話 - 最終話（1999年7月30日・9月3日 - 9月17日） - 矢野常務 役
- 「チープラブ」最終話（1999年12月17日）
- 「昔の男」第10話（2001年6月15日）
- 「水戸黄門 第30部」第1話（2002年1月7日） - 弥左衛門 役
- 渡る世間は鬼ばかりシリーズ
  - 「渡る世間は鬼ばかり 第6シリーズ」第12話（2002年6月20日）
  - 「渡る世間は鬼ばかり 第8シリーズ」第30話（2006年10月26日） - 松永正晴 役
- 「太陽の季節」第1話（2002年7月7日） - 佐原恒夫 役
- 「愛するために愛されたい」第2話（2003年7月10日）
- 「高原へいらっしゃい」第7話（2003年8月14日）
- 「松本清張サスペンス特別企画『霧の旗』」（2003年9月16日） - 依頼人 役
- 「ドールハウス」第4話（2004年2月5日） - 代議士 役
- 「世界の中心で、愛をさけぶ」第5話・第6話（2004年7月30日・8月6日） - 学校長 役
- 「Mの悲劇」第9話（2005年3月13日） - 社長 役
- 「覚悟〜橋田信介物語〜」（2005年8月15日）
- 花より男子シリーズ
  - 「花より男子」第1話（2005年10月21日） - 晴男の上司 役
  - 「花より男子2」第1話・第6話（2007年1月5日・2月9日） - 英徳学園校長 役
- 「松本清張ドラマスペシャル 波の塔」（2006年12月27日） - 土井弁護士 役
- 「地獄の沙汰もヨメ次第」第3話（2007年7月19日） - 田中 役

#### フジテレビ
- 「怪人二十面相」第7話（1977年2月18日）
- 「陽はまた昇る」第12話（1979年7月28日） - 川村順造 役
- 「騎馬奉行」第13話（1979年12月25日）
- 「時よ炎のごとく!」（1980年3月15日 - 7月26日）
- 花王名人劇場「さらわれたスーパースター」（1980年10月19日）
- 平岩弓枝ドラマシリーズ「天の花地の星」（1981年4月15日）
- 金曜女のドラマスペシャル → 男と女のミステリー → 金曜ドラマシアター → 金曜エンタテイメント → 金曜プレステージ
  - 「北陸L特急殺しの双曲線」（1987年4月3日） - レストランオーナー 役[11]
  - 「母と名乗れない夜」（1989年7月21日）
  - 「明日咲く女」（1990年6月29日）
  - 「死刑台のロープウェイ」（1990年7月13日）
  - 「今、ときめいて白きランナー」（1992年7月31日）
  - 「浅見光彦シリーズ」
    - 第2作「横浜殺人事件」（1996年5月17日） - 矢野 役
    - 第12作「三州吉良殺人事件」（2001年7月6日） - 鹿島泰一 役
    - 第16作「日蓮伝説殺人事件」（2003年5月16日） - 伊藤信博 役

  - 「松本清張スペシャル・火と汐」（1996年9月13日） - 山部 役
  - 「腕まくり看護婦物語」 - 事務局長 役
    - 第6作「突進編」（1996年11月8日）
    - 第7作「結婚旋風編」（1997年5月16日）

  - 「告知 最愛の妻の末期ガンから死…」（1999年12月17日）
  - 「夏樹静子ミステリー アリバイの彼方に」第1作（2000年9月8日） - 国木 役
  - 「壁ぎわ税務官」第2作（2002年10月11日） - 荒技保険上司 役
  - 「ペット探偵の事件簿」（2004年8月27日） - 岩田の同期 役
  - 「日向夢子調停委員事件簿」第3作（2005年1月21日） - 社長 役
  - 「越路吹雪・愛の生涯〜この命燃えつきるまで私は歌う〜」（2005年11月25日） - 友孝 役
  - 「ひみつな奥さん」第1作（2006年11月17日）
  - 「介助犬ムサシ〜学校へ行こう!〜」（2007年4月20日）
- 「アリエスの乙女たち」第7話・第8話（1987年5月20日・5月27日）
- 「歳月」（1989年10月12日）
- 世にも奇妙な物語
  - 「自動振込」（1990年9月20日）
  - 「5分後の女」（1998年4月8日）
- 「噺家カミサン繁盛記」第28話（1991年12月11日）
- 「夏子の酒」第6話（1994年2月16日）
- 「この愛に生きて」第5話・第7話・第9話（1994年5月12日・5月26日・6月9日） - 桜井課長 役
- 「TOKYO23区の女」第9話（1996年5月31日）
- 「ミセスシンデレラ」第1話（1997年4月17日）
- 「こんな恋のはなし」第1話（1997年7月3日）
- 「それが答えだ!」第7話（1997年8月13日）
- 「砂の城」最終話（1997年10月3日）
- 「踊る大捜査線 歳末特別警戒スペシャル」（1997年12月30日） - 益子署長 役
- 「ブラザーズ」第1話（1998年4月13日）
- 「GTO」最終話（1998年9月22日） - 機長 役
- ショムニシリーズ
  - 「ショムニ」スペシャル第1弾（1998年10月7日）
  - 「ショムニFINAL」第6話（2002年8月7日）
- 「殴る女」第8話（1998年12月1日） - アストロジム会長 役
- 「ソムリエ」第10話（1998年12月15日）
- 「お水の花道 女30歳ガケップチ」第4話（1999年1月27日）
- 「Over Time-オーバー・タイム」第7話（1999年2月15日）
- 「古畑任三郎 3rd season」第2話（1999年4月20日） - 井沢ホテルマネージャー 役
- 「アフリカの夜」第2話（1999年4月22日）
- 「ナオミ」第8話（1999年6月2日）
- 「はるちゃん4」第40話（2000年5月23日）
- 「女同士」（2000年7月3日 - 9月22日）
- 「編集王」第5話（2000年11月7日）
- 「ラブ・レボリューション」第6話（2001年5月14日）
- 「私を旅館に連れてって」第10話（2001年6月13日）
- 「できちゃった結婚」第8話 - 最終話（2001年8月20日 - 9月10日）
- 「救命病棟24時 第2シリーズ」第11話・最終話（2001年9月11日・9月18日）
- 「レッド」第16話・第19話（2001年10月24日・10月29日）
- 「さよなら、小津先生」最終話（2001年12月18日）
- 「恋ノチカラ」第3話（2002年1月24日）
- 「恋するトップレディ」第7話（2002年2月19日）
- 「ウエディングプランナー SWEET デリバリー」第1話（2002年4月10日）
- 「真珠夫人」最終話（2002年6月28日）
- 「恋愛偏差値 第二章Party」第1話（2002年8月1日）
- 「美女か野獣」第1話・第5話・第6話・第9話・第10話（2003年1月9日・2月6日・2月13日・3月6日・3月16日） - 宇部 役
- 「熱烈的中華飯店」第8話・第9話（2003年2月26日・3月5日）
- 「顔」第1話（2003年4月15日） - パーティー客 役
- 「ムコ殿2003」第2話（2003年4月24日）
- ゴールデンシアター → 土曜プレミアム
  - 「白線流し ～二十五歳」（2003年9月6日）
  - 「ザ・ヒットパレード〜芸能界を変えた男・渡辺晋物語〜」後編（2006年5月27日）
  - 「新・美味しんぼ」第1作（2007年1月20日） - 玉川勝一 役
- 「真実一路」第6話（2003年10月6日） - 神父 役
- 「テーマソングス」（2004年3月29日）
- 「離婚弁護士」第1話（2004年4月15日） - 大河原所長 役
- 「アットホーム・ダッド」最終話（2004年6月22日）
- 「東京湾景 〜Destiny of Love〜」第2話（2004年7月12日） - 画廊店主 役
- 「ラストクリスマス」第6話（2004年11月15日）
- 「海峡を渡るバイオリン」（2004年11月27日） - 楽器店店長 役
- 「愛のソレア」第60話（2004年12月21日） - 院長 役
- 「ココリコミラクルタイプドラマスペシャル プライドの高い女」（2005年1月5日）
- 「曲がり角の彼女」第10話（2005年6月21日） - 神父 役
- 「危険なアネキ」第3話（2005年10月31日） - 理事 役
- 「Ns'あおい」第10話（2006年3月14日）
- 「医龍-Team Medical Dragon-」第2話（2006年4月20日）
- 「不信のとき〜ウーマン・ウォーズ〜」第8話（2006年8月24日） - 西園寺社長 役
- 「拝啓、父上様」第1話（2007年1月11日） - 柏原医師 役
- 「われに短歌ありき ～ある死刑囚と窪田空穂」（2007年1月28日）
- 「鬼嫁日記 いい湯だな」第4話（2007年5月8日） - まどかの学校の校長 役
- 「金色の翼」（2007年7月2日 - 9月28日） - 代議士 役
- 「あしたの、喜多善男〜世界一不運な男の、奇跡の11日間〜」第7話（2008年2月19日） - 教授 役
- 「セレブと貧乏太郎」第6話・第7話（2008年11月18日・11月25日） - 店長 役
- 「不毛地帯」（2009年10月15日 - 2010年3月11日） - 堂本重人 役

#### テレビ朝日
- 「ザ・ハングマン」
  - 第16話「ドーベルマンを飼う悪女」（1981年3月6日）
  - 第30話「エンゼルキッスは豚の味」（1981年6月12日） - 小杉 役
- 「特捜最前線」第205話（1981年4月8日）
- 「西部警察 PART1」第78話（1981年5月3日）
- 土曜ワイド劇場
  - 「松本清張の書道教授・消えた死体」（1982年1月16日）
  - 「江戸川乱歩の美女シリーズ」第25作（1985年8月3日） - 医師 役
  - 「探偵・神津恭介の殺人推理」第4作（1986年3月1日）
  - 「湯けむり受胎旅行連続殺人」第1作（1995年9月2日） - ホテル従業員 役
  - 「偽造法廷」（1996年5月25日）
  - 「SL山口線貴婦人号トンネル殺人」（1996年6月29日） - 署長 役
  - 「津軽海峡に消えた女」（2001年2月10日）
  - 「駅弁探偵ミステリー列車」（2001年10月20日） - 桐山 役
  - 「混浴露天風呂連続殺人」第22作（2002年12月21日） - 刑事 役
  - 「温泉若おかみの殺人推理」第13作（2003年10月4日） - 中川登 役
  - 「家政婦は見た!」第23作（2004年11月13日） - 裁判長 役
  - 「隠蔽捜査」第1作（2007年3月10日） - 警察庁長官官房長 役
  - 「花嫁のさけび」（2008年4月5日） - 神父 役
- 「花嫁は16才!」第2話・第3話（1995年10月23日・10月30日）
- サントリーミステリースペシャル「あなたに10億円さしあげます! 連続殺人」（1996年11月30日）
- ガラスの仮面シリーズ
  - 「ガラスの仮面 第1シリーズ」第7話・第8話（1997年8月18日・8月25日）
  - 「ガラスの仮面 第2シリーズ」第8話（1998年6月1日）
- 「手塚治虫劇場」（2000年4月13日）
- 「はみだし刑事情熱系 PART5」第2話（2000年10月11日） - 岡本 役
- 「眠れぬ夜を抱いて」第1話 - 第7話・第9話（2002年4月11日 - 5月23日・6月13日）
- 「スカイハイ2」第3話（2004年1月30日）
- 「さよならの花びら」（2005年1月7日）
- 「特命係長 只野仁 2ndシーズン」第6話（2005年2月18日） - 山岸 役
- 「相棒 season4」第9話（2005年12月7日） - 裁判長 役
- 「富豪刑事デラックス」第1話・第4話（2006年4月21日・5月12日） - 雨宮 役
- 「PS羅生門 警視庁東都署」第5話（2006年8月2日） - 校長 役
- 「だめんず・うぉ〜か〜」第1話（2006年10月12日） - 功太郎 役
- 「女帝」第2話・第3話（2007年7月20日・7月27日） - 渡辺 役

#### テレビ東京
- 文豪シリーズ「はばたきたい 孤独な逃亡者」（1988年11月21日）
- 女と愛とミステリー → 水曜ミステリー9
  - 「夏樹静子サスペンス・死刑台のロープウェイ」（2001年7月18日）
  - 「豪華客船クルーズ殺人案内」（2001年11月7日）
  - 「北アルプス山岳救助隊・紫門一鬼」第3作（2002年2月6日） - 長沼慶一郎 役
  - 「私はやってない!痴漢えん罪殺人連鎖」（2002年6月19日） - 秋山宗平 役
  - 「捜査一課長・神崎省吾 椿の入れ墨をした女」（2004年8月8日） - 署長 役
  - 「顔のない女～久留島刑事の報告書より～」（2007年1月17日）
  - 「港町人情ナース」第2作（2007年8月8日） - 柳沢敦夫 役
  - 「警視庁黒豆コンビ」第4作（2007年10月10日） - 警視総監 役
- FILM FACTORY「翼をさずける」（2006年7月17日・7月24日）

#### WOWOW
- ドラマW「コスメティック」（2003年6月28日）

### 特撮
- 「燃えろ!!ロボコン」第28話（1999年8月8日、テレビ朝日） - 重役 役

### その他
- 「レディス4」（1983年5月2日 - 2012年9月28日、テレビ東京） - 「L4セレクション」コーナーでのモデル

### 舞台
- 「将軍」
- 「菊日和」
- 「忘れ扇」
- 「風雪おけさ節」

### CM
- 積水化学工業 セキスイハウス
- シマンテック
- イオン
- 東京ガス